# Cremnops melanoptera
Cremnops melanoptera är en stekelart som beskrevs av William Harris Ashmead 1894. Cremnops melanoptera ingår i släktet Cremnops och familjen bracksteklar. Inga underarter finns listade i Catalogue of Life.